# 博斯普鲁斯王国
博斯普鲁斯王国（希臘語：Βασίλειο του Βοσπόρου），又称辛梅里安博斯普鲁斯王国，是一个位于辛梅里安博斯普鲁斯地区的希腊化国家，存在于公元前5世纪至公元后4世纪。
博斯普鲁斯王国的辖境约为黑海东岸以及今日塔曼半岛一带；其疆域分为东、西两部分，被刻赤海峡隔开。

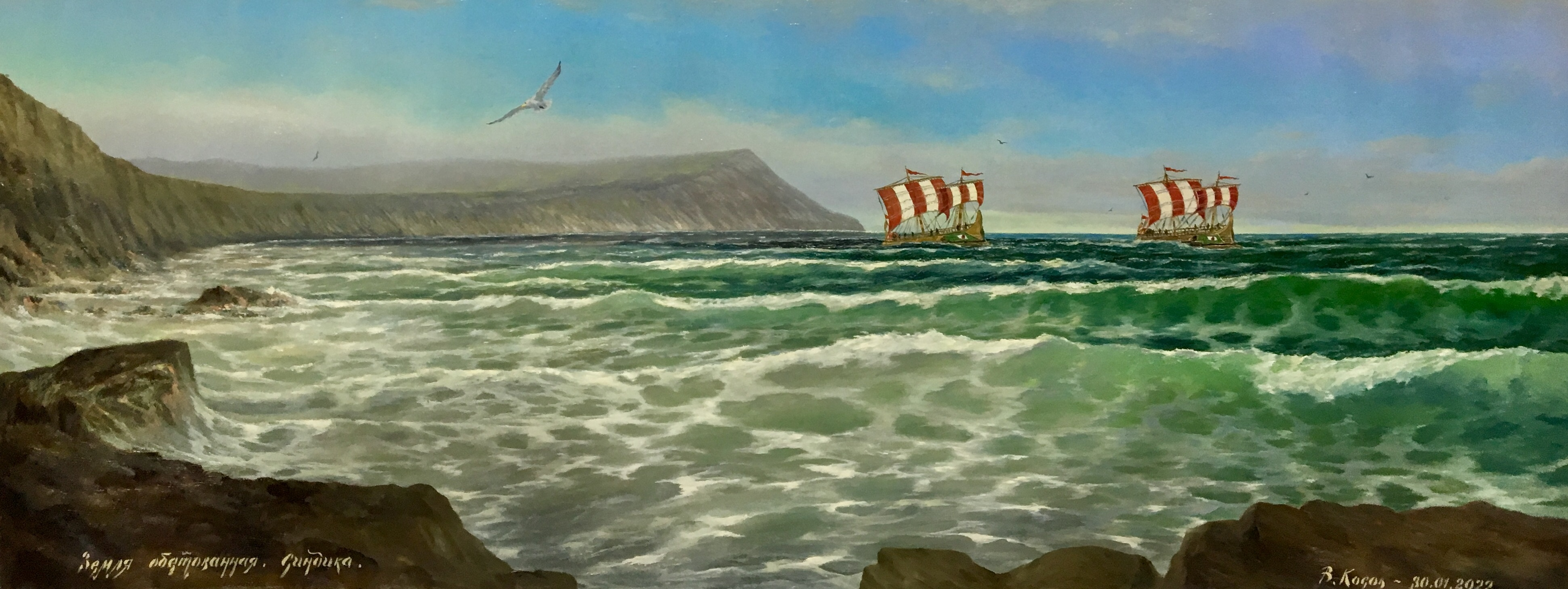
博斯普魯斯王國，應許之地。 藝術家弗拉基米爾·科索夫。

## 早期的希腊殖民地
在王国建立前这一地区曾有多个希腊殖民地：西部有刻赤地区最大的城市潘提卡彭、尼法伊奥、米尔梅奥；东部则有法纳戈利亚、刻玻伊、本都的辛迪库斯等城。。大部分城市由米勒陶人在公元前7世纪建立，法纳戈利亚是由忒欧人建立，尼法伊奥则是雅典在公元前6世纪建立的殖民地，并参与了提洛同盟

## 地理歷史
根据古希腊历史学家狄奥多罗斯的说法，博斯普鲁斯王国由色雷斯人斯帕尔多库斯于前438年建立。他的后裔斯帕尔多库斯家族一直统治这个国家直到前108年被斯基泰人征服。不久，本都国王米特拉达梯六世派军队击退斯基泰人，任命长子曼卡雷斯为国王。前68年，米特拉达梯杀死曼卡雷斯并夺取王位；翌年，被次子法尔纳克二世推翻。前16年，博斯普鲁斯成为罗马的附庸国。
博斯普鲁斯王国是所有古罗马附庸国中存在时间最长的一个。在公元63年至68年曾短暂地被罗马皇帝尼禄废除，但不久被恢复。
342年，哥特格鲁森尼人国王埃尔马纳里克入侵并兼并了博斯普鲁斯。
博斯普鲁斯王国靠出口小麦、鱼类和奴隶以维持其繁荣。